# 크리스티안 에이리
크리스티안 에이리(Kristian Ayre, 1977년 11월 19일 ~ )는 캐나다의 배우, 영화배우, 텔레비전 배우이다.
볼턴에서 태어났다.

## 영화
- 영화 이누야샤: 붉은 연꽃의 호우라이섬 (2004년)
- 엘프 (2003년)
- 뱅, 뱅, 넌 죽었다 (2002, Bang Bang You're Dead) - 커트 역
- 유니콘의 항해 (2001년)
- 에이리언 애브덕션: 인서던트 레이크 카운티 (1998년)
- 바이 바이 블루 (1995년)
- 앙드레 (1994년)